# Малая швейцарская гончая
Малая швейцарская гончая (нем. schweizer niederlaufhund, фр. petit chien courant suisse) — порода охотничьих собак, выведенная в Швейцарии. Существует четыре типа — малая бернская, малая люцернская, малая швицкая и малая юрская.

## История породы
На рубеже XIX и XX веков охота с ружьём была разрешена лишь в охотничьих угодьях некоторых швейцарских кантонов. Считалось, что популярные в то время швейцарские гончие средних размеров чересчур быстры для закрытых территорий небольшой площади, в связи с чем было решено заменить их на малых коротконогих гончих.
Результатом целенаправленного планового отбора и скрещивания стала меньшая по размеру порода, которая получила название коротконогая (малая) швейцарская гончая. Новая порода имела меньшую высоту в холке, схожий со средними швейцарскими гончими привлекательный окрас, мелодичный голос, прекрасные охотничьи качества и чутьё, очень страстно преследовала подранков по кровяному следу.
1 июня 1905 года был основан Швейцарский клуб низкорослых гончих, сегодня носящий название Швейцарский клуб коротконогих гончих и таксообразных бракков. В 1954 году малая швейцарская гончая официально признана Международной кинологической федерацией и отнесёна к группе гончих, к подгруппе гончих малого размера.

## Внешний вид
Швейцарская малая гончая представляет собой швейцарскую гончую в уменьшенных пропорциях. Собака прямоугольного формата, крепкой конституции, умеренно растянута. В движении предпочтительны размашистая рысь или галоп.
Голова среднего размера, благородных и чистых линий. Череп немного выпуклый, без складок на лбу и срединной бороздки, затылочный бугор слегка обозначен, расстояние от него до умеренно выраженного перехода ото лба к морде приблизительно равно расстоянию от последнего до мочки носа, имеющей тёмно-трюфельный цвет, ноздри широко открыты. Морда сильная, достаточно длинная, не заострённая, спинка носа прямая или незначительно выпуклая, скулы слабо выражены. Зубы крепкие, с правильным и полным ножницеобразным прикусом, при этом допустим прямой прикус. Глаза темного цвета, с дружелюбным выражением. Уши очень длинные, посажены низко.
Шея умеренной длины, элегантная, с хорошо развитой мускулатурой, подвес не желателен. Спина прямая и крепкая, круп слегка наклонён к основанию хвоста, маклаки не должны просматриваться. Грудь широкая и глубокая, рёбра длинные, округлые, живот умеренно подтянут. Средней длины и хорошо покрытый шерстью хвост является гармоничным продолжением линии крупа. В спокойном состоянии опущен и слегка изогнут, когда собака работает или возбуждена, поднимается чутьвыше спины, но никогда не закидывается на спину.
Конечности с хорошо развитой мускулатурой, задние пропорциональны передним. Лапы округлые и крепкие, пальцы короткие, сводистые и плотно собранные, пространство между ними покрыто тонкой шерстью, подушечки твёрдые и плотные, когти крепкие.
Кожа эластичная и плотно прилегающая, без складок. В зависимости от Шёрстного покрова существует две разновидности: короткошёрстная — с короткой, гладкой, плотно прилегающей шерстью, более короткой и тонкой на голове и ушах, и жесткошерстная — с жёсткой, пружинящей, хорошо прилегающей шерстью, с умеренно развитым подшёрстком и небольшой бородой. Шерсть двойная — покровной волос и подшёрсток очень плотные. Допускаются белый с чёрным и рыжевато-коричневым подпалом окрас (бернская малая гончая), чёрный с рыжевато-коричневым подпалом (юрская малая гончая), голубо-чалый с чёрными пятнами (люцернская малая гончая) и белый с оранжево-красными пятнами (швицкая малая гончая), а также все их комбинации.
Высота в холке кобелей — 35—43 см, сук — от 33 до 40 см, с возможными отклонениями в пределах 2 см в обе стороны. Вес — около 15 кг.

## Темперамент
Спокойная, но энергичная, дружелюбная, не пугливая и не агрессивная собака. Обладает тонким чутьём, ловкая, неутомимая и напористая в охоте, устойчиво держит след, отлично работает по кровяному следу, охотится с мелодичным лаем. Способна осуществлять поиск даже на труднопроходимой местности.